# Sfântul Mitică Blajinul
Sfântul Mitică Blajinul este o piesă de teatru de Aurel Baranga.  A avut premiera la 25 noiembrie 1965 la Teatrul Tineretului din București.

## Prezentare
În România comunistă, Mitică Blajinul este un bărbat care lucrează de 20 de ani la arhivele unei instituții de stat. În ziua de 21 iunie (data la care are loc acțiunea piesei și  în care Mitică Blajinul împlineste 60 de ani) directorul Ion Cristea vrea să-l pensioneze și pe colega sa cea mai experimentată vrea s-o transfere la o școală mai îndepărtată, totul pentru a le face loc unor acoliți . Însă nu este chiar așa de simplu să scape de cei doi.

## Personaje
- Mitică Blajinul, șeful Serviciului de Documentare și Arhivă în cadrul unui minister fantezist.
- Ion Cristea - directorul
- Adela Cosâmbescu,  dactilografa lui Mitică Blajinul
- Gheorghe Mitrofan
- Frosa
- Florin Colibaș
- Gică Balaban - îndrăgostit de Geta Tudoricã
- secretara Geta Tudorică - îndrăgostită de Gică Balaban
- Doina Boboc
- Vasile Vasile

## Reprezentații
- 1965 - Teatrul Tineretului, regia Gheorghe Miletineanu, scenografia Mihai Mădescu, cu Dionisie Vitcu ca Mitică Blajinu, Traian Pârlog / Florin Măcelaru ca Gică Balaban, Theodor Danetti ca Mitrofan Gheorghe, Marilena Negru / Dona Fiscuteanu ca Geta Tudorică, Adria Pamfil Almăjan / Olga Sîrbu ca Adela Cosâmbescu, Sereda Varduca / Ana Ardeleanu ca Frosa, Andrei Ionescu ca Adrian Mateescu, * Alexandru Lazăr / Cornel Nicoară  ca Vasile Vasile, Paula Chiuaru ca Doina Boboc, Sorin Lepa ca Ion Cristea, Ion Fiscuteanu  ca Florin Colibaș, Tinel Atanasiu / * Alexandru Lazăr ca Ionescu P. Anton, Marga Pavlidis ca Secretara.[1]
- 1966 - Teatrul "L.S. Bulandra", regia Aurel Baranga[2]

## Teatru radiofonic
- regia artistică Aurel Baranga, regia de studio Constantin Botez; cu Radu Beligan ca Mitică Blajinul, Marcela Rusu, Toma Caragiu ca dir. Ion Cristea, Rodica Suciu, Gheorghe Oancea, Marius Pepino, Dan Damian, Virginica Popescu, Rodica Tapalaga, Cecilia Manoliu, Mișu Fotino

## Ecranizări
- 1982 - Sfântul Mitică Blajinul, adaptare TVR, regia Nae Cosmescu, cu Petrica Gheorghiu ca Mitică Blajinu, Amza Pellea ca Ion Cristea, Stela Popescu ca Adela Cosămbescu, Dem Rădulescu ca Gheorghe Mitrofan, Tamara Buciuceanu ca Frosa, Rodica Negrea ca secretara Geta Tudorica, Hamdi Cerchez ca Florin Colibaș, Sorin Medeleni ca Gică Balaban, Gabriela Popescu ca Doina Boboc[3][4]